# Crepis
Crepis, cunoscut în unele părți ale lumii ca barbă de șoim  (dar care nu trebuie confundat cu genul Hieracium asemănător cu un nume comun similar), este un gen de plante perene cu înflorire anuală din familia Asteraceae. Genul are o asemănare superficială cu păpădia, diferența cea mai evidentă fiind aceea că, de obicei, Crepis are tulpine florale ramificate cu mai multe calatidii (deși pot fi întâlnite și calatidii solitare). Numele genului Crepis derivă din krepisul grecesc, adică "papuci" sau "sandale", eventual referitor la forma fructului.
Genul este distribuit în toată emisfera nordică și în Africa iar mai multe plante sunt cunoscute ca specii introduse practic la nivel mondial. Centrul diversității se află în Marea Mediterană.

## Ecologie
Speciile Crepis sunt folosite ca plante alimentare de către larvele unor specii de Lepidoptera, inclusiv molia albă largă. Musca Tephritis formosa este cunoscută pentru că atacă calatidiul acestei plante.
Semințele de Crepis sunt o sursă importantă de hrană pentru unele specii de păsări.

## Utilizări
În Creta, Grecia, frunzele Crepis commutata numite glykosyrida (glycosyrida) sunt consumate crude, fierte, aburite sau rumenite în salate. La alte două specii de pe această insulă, Crepis vesicaria, numită kokkinogoula (κοκκινογούλα), lekanida (λεκανίδα) sau prikousa (πρικούσα) și o varietate locală numită maryies (μαργιές) sau pikrouses (πικρούσες) frunzele și lăstarii timpurii sunt mâncate fierte de localnici. 

## Diversitate
În genul acesta există aproximativ 200 de specii.
Specii ale genului: 
- Crepis acuminata
- Crepis alpestris
- Crepis alpina
- Crepis aspera
- Crepis atribarba
- Crepis aurea
- Crepis bakeri
- Crepis barbigera
- Crepis biennis
- Crepis bungei
- Crepis bursifolia
- Crepis capillaris
- Crepis conyzifolia
- Crepis dioscoridis
- Crepis foetida
- Crepis incana - păpădie roz
- Crepis intermedia
- Crepis kotschyana
- Crepis micrantha
- Crepis modocensis
- Crepis mollis
- Crepis monticola
- Crepis nicaeensis
- Crepis occidentalis
- Crepis paludosa
- Crepis pannonica
- Crepis phoenix
- Crepis pleurocarpa
- Crepis pontana
- Crepis praemorsa
- Crepis pulchra
- Crepis pyrenaica
- Crepis rubra
- Crepis runcinata
- Crepis sancta
- Crepis setosa
- Crepis sibirica
- Crepis sodiroi
- Crepis tectorum
- Crepis thompsonii

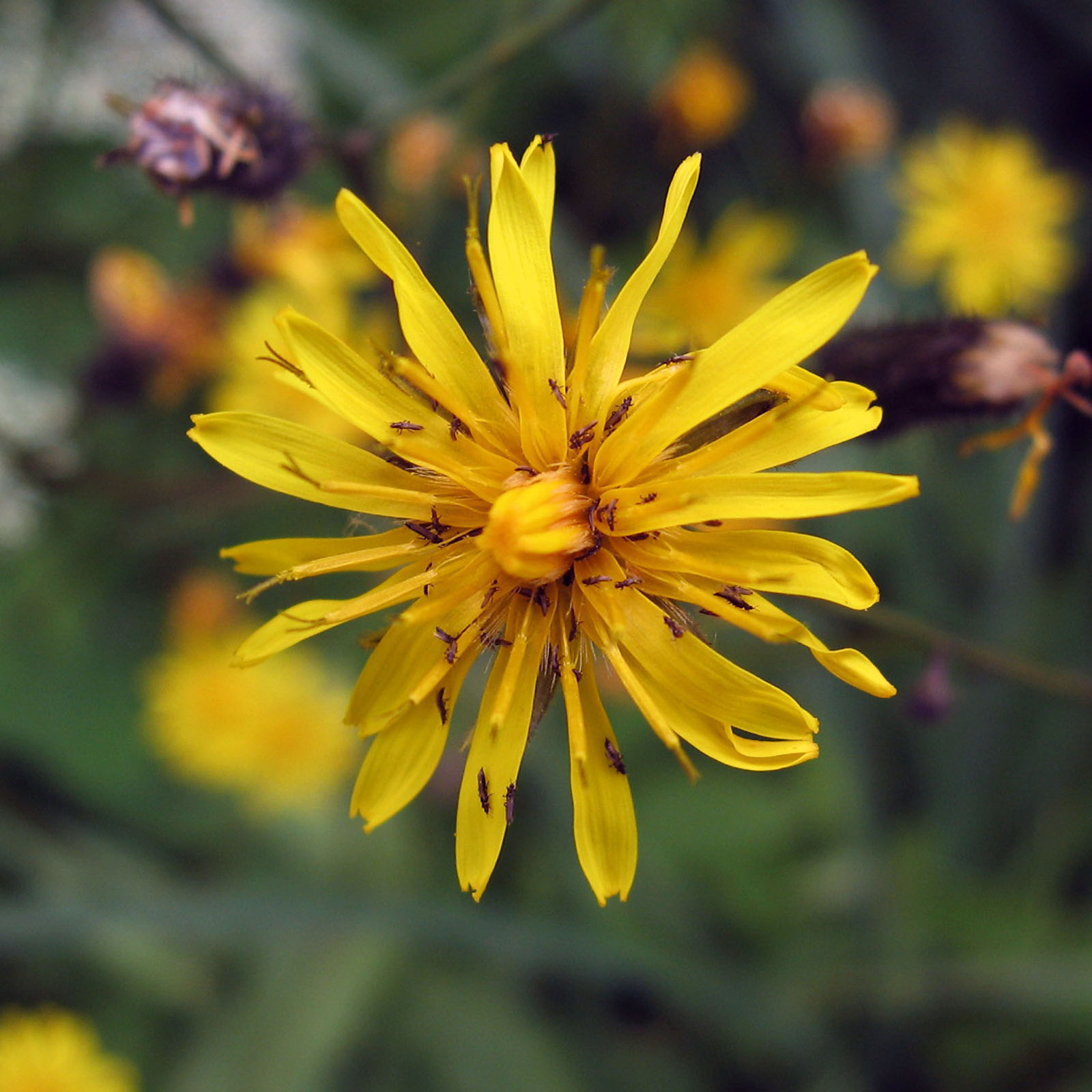
Crepis tectorum

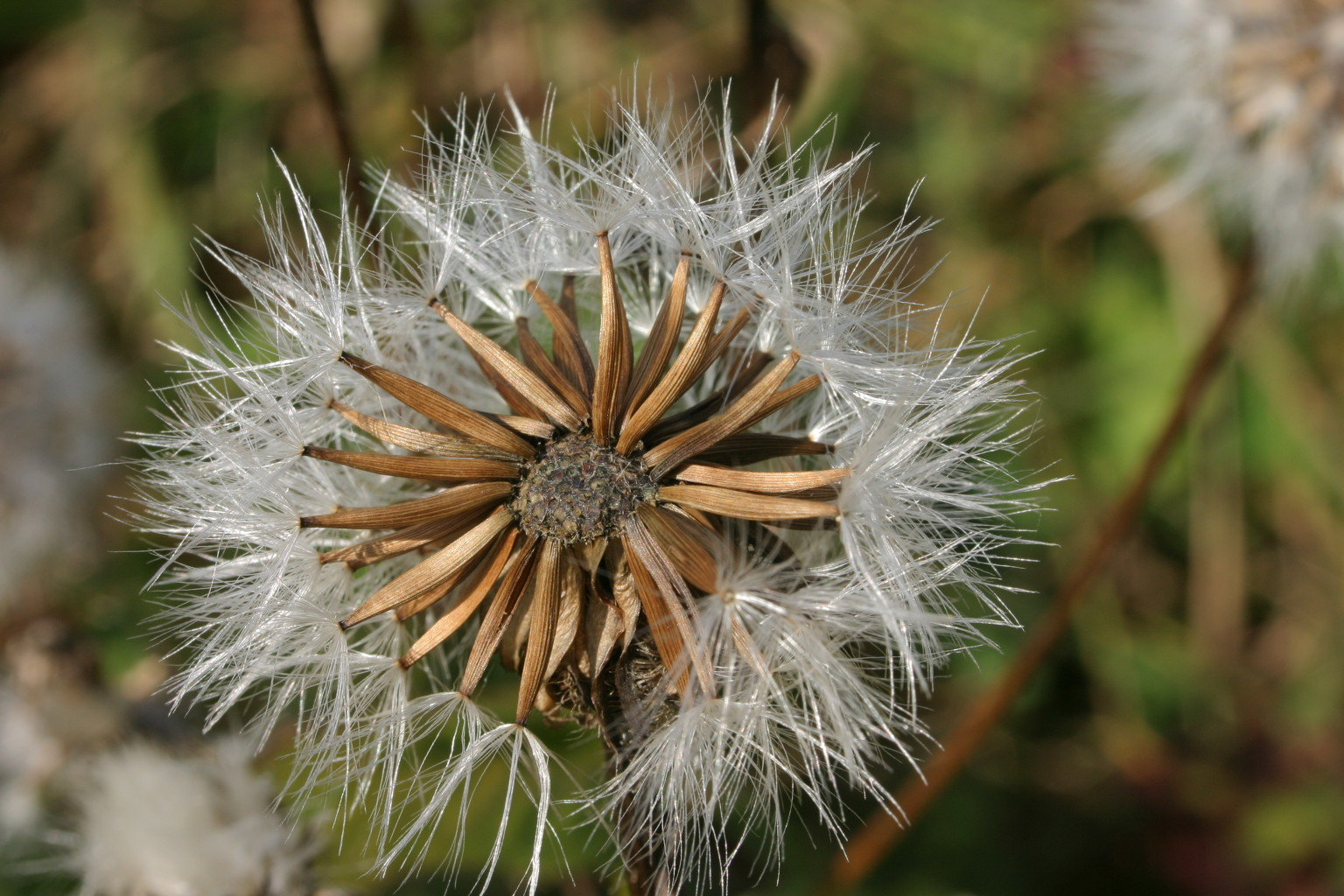
Crepis pyrenaica

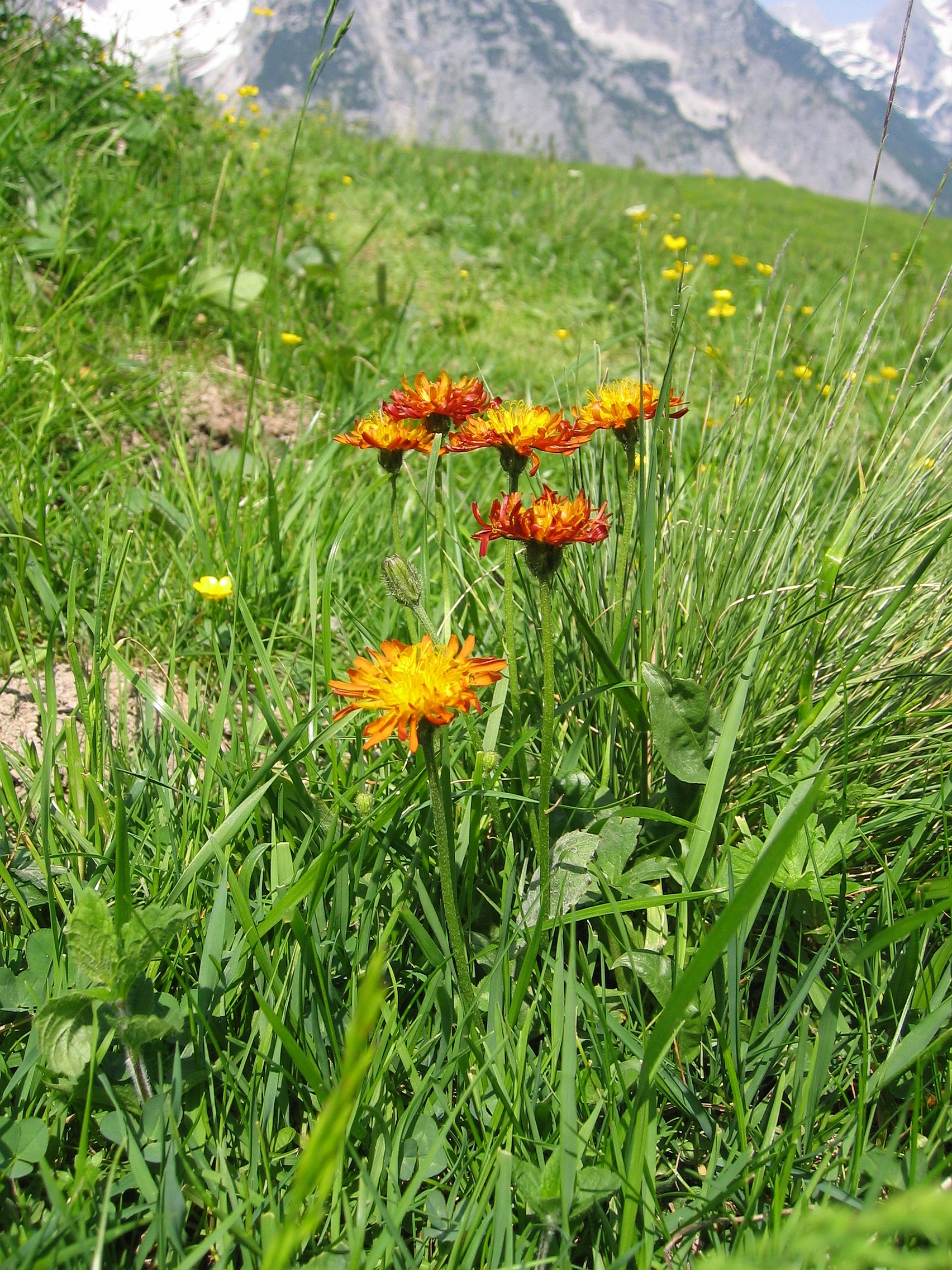
Crepis aurea

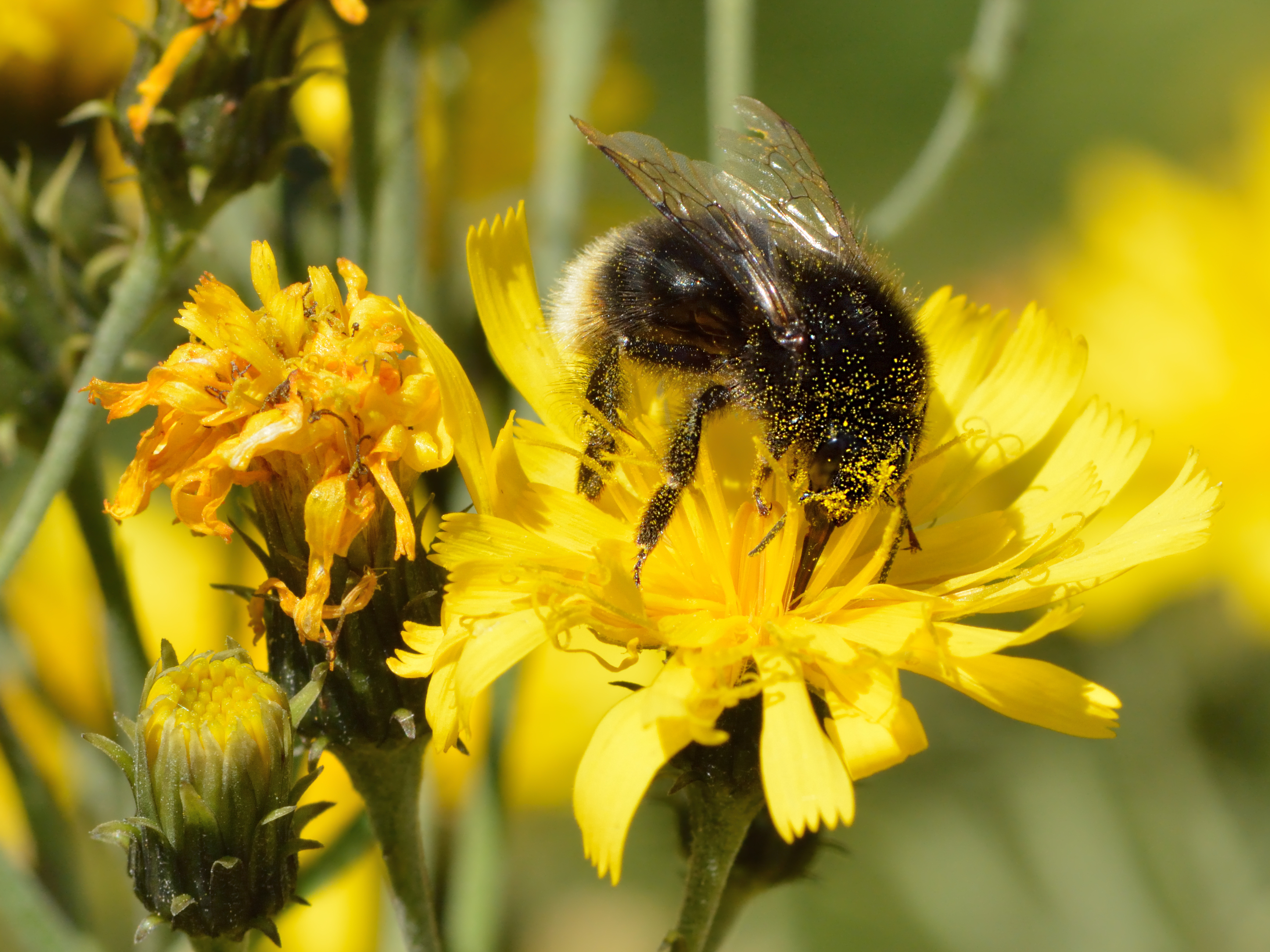
Florile de Crepis atrag bondarii

- Crepis vesicaria - barbă de șoim bătut[7]
- Crepis zacintha